# Уилсон, Марк (шотландский футболист)
Марк Уи́лсон (англ. Mark Wilson; 5 июня 1984, Глазго, Шотландия) — шотландский футболист, защитник. Провёл один матч за национальную сборную своей страны. Бывший капитан молодёжной сборной Шотландии.
Наиболее известен своими выступлениями за шотландские клубы «Данди Юнайтед» и «Селтик», за которые он в общей сложности провёл свыше 260 матчей. С июля 2012 года защищал цвета английского «Бристоль Сити», покинул «малиновок» в августе 2013 года.

## Клубная карьера
Футбольная карьера Уилсона началась в клубе «Данди Юнайтед», в который он пришёл в юношеском возрасте. Здесь же в 2000 году Марк подписал свой первый профессиональный контракт, здесь же дебютировал в шотландской Премьер-лиге в январе 2002 года. В апреле этого же года руководство «Юнайтед», чтобы не потерять перспективного молодого игрока, предложило Уилсону новый контракт сроком на два года, который шотландец подписал.
В следующем сезоне Марк уверенно закрепился в основном составе «чёрно-оранжевых». Свой первый гол за «Данди» Уилсон забил 7 декабря 2002 года в матче своей команды против «Хиберниана». Несколько дней спустя Марк был признан «Молодым игроком месяца» в шотландской Премьер-лиге. Сам игрок, комментируя это событие, сказал, что «для него получить такую награду — огромная честь». Незадолго до окончания сезона Уилсон и «Данди» подписали новое соглашение о сотрудничестве сроком ещё на три года.
В 2004 году в возрасте девятнадцати лет Марк впервые сыграл за молодёжную сборную Шотландии — в той игре, которая прошла 18 февраля на стадионе «Элмондвейл» города Ливингстон, «тартановые» уступили сверстникам из Венгрии 1:2.
В ноябре 2004 года Уилсон был ошибочно удалён с поля в дерби против «Данди» за игру рукой, хотя при разбирательстве этого эпизода после матча видеозапись момента ясно показала, что Марку мяч попал в голову. Тем не менее Шотландская футбольная ассоциация не стала отменять положенную в таких случаях дисквалификацию, мотивируя это тем, что в ином случае может создаться прецедент для будущих апелляций. Данное решение породило в шотландских СМИ достаточно обширные дискуссии, в итоге практически единодушно журналисты назвали приговор Ассоциации «большой ошибкой».
Через некоторое время к руководству «чёрно-оранжевых» обратился представитель английской Премьер-лиги «Эвертон» с предложением о переезде шотландца в Ливерпуль на постоянной основе, однако стороны не смогли договориться о цене.
После того как Уилсон отбыл месячную дисквалификацию, он был вызван в состав второй сборной Шотландии на игру против Германии. Марк вышел в этом матче в стартовом составе и отыграл его полностью. Сама встреча закончилась поражением «тартановой армии» 0:3.
Игра Уилсона на международной арене привлекла к его фигуре дополнительное внимание со стороны футбольных экспертов, которые в апреле 2005 года назвали Марка одним из главных претендентов на звание «Молодого игрока года». Практически сразу после этого несколько английских клубов заявили о своём интересе к шотландцу, а «Манчестер Сити» даже сделал предметное денежное предложение «Данди Юнайтед». Уилсон прекратил все пересуды относительно своего ухода, сказав, что «он польщён вниманием к своей персоне из Англии, однако в обозримом будущем предпочёл бы остаться в Шотландии». В августе 2005 года Марк подписал контракт с «Данди» ещё на два года.
В начале января 2006 года стало известно, что прошедшим летом помимо манкунианцев к руководству «чёрно-оранжевых» по поводу Уилсона лично обращался главный тренер «Вулверхэмтона» Гленн Ходдл. Также велись переговоры с «Лидсом», «Харт оф Мидлотиан» и «Селтиком». В середине месяца было объявлено, что Марк близок к переходу в стан последних, а 16 января официальный сайт «Данди Юнайтед» объявил о том, что шотландец покидает команду и переезжает в Глазго. В первом интервью пресс-службе «бело-зелёных» Уилсон сказал о том, что «в его семье все являются ярыми болельщиками „кельтов“». Условия сделки между «Селтиком» и «Данди» были таковыми — «Юнайтед» получили 500 тысяч фунтов стерлингов в качестве компенсации, ещё 125 тысяч получил сам Марк по условиям контракта.
Две недели спустя Уилсон дебютировал в составе «бело-зелёных». По иронии судьбы этим матчем стала игра его новой команды против «Данди Юнайтед». Тем не менее первый сезон Марка в Глазго оказался смазанным вследствие его частых травм, включающих даже перелом стопы и повреждение колена, после чего игроку потребовалось хирургическое вмешательство.
С приходом в марте 2010 года на тренерский мостик «кельтов» Нила Леннона Уилсон обрёл регулярное место в основном составе клуба. 26 января 2011 года, отыграв за «Селтик» в матче против «Харт оф Мидлотиан», Уилсон провёл сотый официальный матч в бело-зелёной футболке коллектива с арены «Селтик Парк». 1 февраля того же года Марк забил свой первый гол за глазвегианцев, поразив ворота «Абердина». Через 12 дней Уилсон отличился точным результативным ударом во второй раз за время карьеры в «Селтике» — на этот раз пострадавшими стали его бывшие одноклубники по «Данди Юнайтед». 2 марта того же года Марк забил единственный гол во встрече «кельтов» со своими историческими соперниками по дерби «Old Firm» — «Рейнджерс». 3 мая 2012 года Уилсон впервые вывел «Селтик» на официальный матч с капитанской повязкой. В тот день соперниками «бело-зелёных» был «Сент-Джонстон». После игры пресс-служба «кельтов» распространила информацию, что Марк покинет клуб по окончании сезона.
Летом Уилсон оказался на просмотре в английском «Бристоль Сити». 16 августа шотландец заключил с «малиновками» краткосрочный контракт до января следующего года. Через два дня Марк провёл первый матч за «Сити», отыграв полную встречу против «Ноттингем Форест».

### Клубная статистика
| Клуб                     | Сезон                    | Чемпионат | Чемпионат | Кубок | Кубок | Кубок Лиги | Кубок Лиги | Еврокубки | Еврокубки | Итого | Итого |
| Клуб                     | Сезон                    | Игры      | Голы      | Игры  | Голы  | Игры       | Голы       | Игры      | Голы      | Игры  | Голы  |
| ------------------------ | ------------------------ | --------- | --------- | ----- | ----- | ---------- | ---------- | --------- | --------- | ----- | ----- |
| Данди Юнайтед            | 2001/02                  | 1         | 0         | 1     | 0     | —          | —          | —         | —         | 2     | 0     |
| Данди Юнайтед            | 2002/03                  | 26        | 1         | 1     | 0     | 4          | 0          | —         | —         | 31    | 1     |
| Данди Юнайтед            | 2003/04                  | 32        | 3         | 1     | 0     | 1          | 0          | —         | —         | 34    | 3     |
| Данди Юнайтед            | 2004/05                  | 37        | 4         | 5     | 2     | 4          | 1          | —         | —         | 46    | 7     |
| Данди Юнайтед            | 2005/06                  | 21        | 0         | 1     | 0     | 1          | 0          | 1         | 0         | 24    | 0     |
| Данди Юнайтед            | 2013/14                  | 14        | 0         | 3     | 0     | 2          | 0          | —         | —         | 19    | 0     |
| Всего за «Данди Юнайтед» | Всего за «Данди Юнайтед» | 131       | 8         | 12    | 2     | 12         | 1          | 1         | 0         | 156   | 11    |
| Селтик                   | 2005/06                  | 15        | 0         | —     | —     | —          | —          | —         | —         | 15    | 0     |
| Селтик                   | 2006/07                  | 12        | 0         | 1     | 0     | —          | —          | 3         | 0         | 16    | 0     |
| Селтик                   | 2007/08                  | 11        | 0         | —     | —     | —          | —          | 5         | 0         | 16    | 0     |
| Селтик                   | 2008/09                  | 18        | 0         | —     | —     | 2          | 0          | 5         | 0         | 25    | 0     |
| Селтик                   | 2009/10                  | 10        | 0         | 1     | 0     | 1          | 0          | 3         | 0         | 15    | 0     |
| Селтик                   | 2010/11                  | 25        | 2         | 5     | 1     | 3          | 0          | —         | —         | 33    | 3     |
| Селтик                   | 2011/12                  | 7         | 0         | —     | —     | 1          | 0          | 3         | 0         | 11    | 0     |
| Всего за «Селтик»        | Всего за «Селтик»        | 98        | 2         | 7     | 1     | 7          | 0          | 19        | 0         | 131   | 3     |
| Бристоль Сити            | 2012/13                  | 8         | 0         | 1     | 0     | —          | —          | —         | —         | 9     | 0     |
| Всего за «Бристоль Сити» | Всего за «Бристоль Сити» | 8         | 0         | 1     | 0     | 0          | 0          | 0         | 0         | 9     | 0     |
| Дамбартон                | 2014/15                  | 3         | 0         | —     | —     | —          | —          | —         | —         | 3     | 0     |
| Всего за «Дамбартон»     | Всего за «Дамбартон»     | 3         | 0         | 0     | 0     | 0          | 0          | 0         | 0         | 3     | 0     |
| Всего за карьеру         | Всего за карьеру         | 240       | 10        | 20    | 3     | 19         | 1          | 20        | 0         | 299   | 14    |

(откорректировано по состоянию на 28 февраля 2015)

## Сборная Шотландии
За молодёжную сборную Шотландии футболист провёл 30 матчей. Был участником юношеского чемпионата Европы, проводившегося в 2001 году в Англии.
В первой сборной Шотландии Марк дебютировал 9 февраля 2011 года, выйдя на замену вместо Фила Бардсли в матче первого тура Кубка наций 2011, в котором «тартановая армия» встречалась с Северной Ирландией.

### Матчи и голы за сборную Шотландии
| Матчи Уилсона за сборную Шотландии | Матчи Уилсона за сборную Шотландии | Матчи Уилсона за сборную Шотландии | Матчи Уилсона за сборную Шотландии | Матчи Уилсона за сборную Шотландии | Матчи Уилсона за сборную Шотландии | Матчи Уилсона за сборную Шотландии |
| №                                  | Дата                               | Место                              | Оппонент                           | Счёт                               | Голы                               | Соревнование                       |
| ---------------------------------- | ---------------------------------- | ---------------------------------- | ---------------------------------- | ---------------------------------- | ---------------------------------- | ---------------------------------- |
| 1                                  | 9 февраля 2011                     | «Авива», Дублин, Ирландия          | Северная Ирландия                  | 3:0                                | —                                  | Кубок наций 2011                   |

Итого: 1 матч / 0 голов; 1 победа, 0 ничьих, 0 поражений.
(откорректировано по состоянию на 9 февраля 2011)

### Сводная статистика игр/голов за сборную
| Сборная          | Год              | Отборочные матчи ЧМ | Отборочные матчи ЧМ | Финальные матчи ЧМ | Финальные матчи ЧМ | Отборочные матчи ЧЕ | Отборочные матчи ЧЕ | Финальные матчи ЧЕ | Финальные матчи ЧЕ | Кубок наций | Кубок наций | Товарищеские матчи | Товарищеские матчи | Итого | Итого |
| Сборная          | Год              | Игры                | Голы                | Игры               | Голы               | Игры                | Голы                | Игры               | Голы               | Игры        | Голы        | Игры               | Голы               | Игры  | Голы  |
| ---------------- | ---------------- | ------------------- | ------------------- | ------------------ | ------------------ | ------------------- | ------------------- | ------------------ | ------------------ | ----------- | ----------- | ------------------ | ------------------ | ----- | ----- |
| Шотландия        | 2011             | —                   | —                   | —                  | —                  | —                   | —                   | —                  | —                  | 1           | 0           | —                  | —                  | 1     | 0     |
| Всего за карьеру | Всего за карьеру | 0                   | 0                   | 0                  | 0                  | 0                   | 0                   | 0                  | 0                  | 0           | 0           | 0                  | 0                  | 1     | 0     |

(откорректировано по состоянию на 9 февраля 2011)

## Достижения

### Командные достижения
«Селтик»
- Чемпион Шотландии (4): 2005/06, 2006/07, 2007/08, 2011/12
- Обладатель Кубка Шотландии (2): 2006/07, 2010/11
- Обладатель Кубка шотландской лиги (2): 2005/06, 2008/09
- Финалист Кубка шотландской лиги: 2010/11

Сборная Шотландии
- Серебряный призёр Кубка наций: 2011

### Личные достижения
- Молодой игрок месяца шотландской Премьер-лиги: ноябрь 2002